# 聖標槍
聖標槍（羅馬化：Svyata Dzhavelina），又譯標槍聖母，是一個概念模因，在俄烏戰爭期間成為「抵抗模因」而在互聯網流行起來。這個模因最初是由克里斯蒂安·鮑里斯（Christian Borys）推廣，後來在全世界廣為人知，最終產生了其他類似的模因。此模因鼓舞了烏克蘭士氣，並被用來作商品品牌銷售，因此2022年俄羅斯入侵烏克蘭後，人們利用聖標槍模因籌集了100多萬美元用於援助烏克蘭的慈善機構。

## 背景
聖標槍模因是由烏克蘭裔加拿大人克里斯蒂安·鮑里斯構思，該模因最初是一種用於貼紙的輕模因。鮑里斯曾與一家烏克蘭慈善機構合作，並決定創造一個可以幫助該慈善機構的品牌。
鮑里斯目前身在加拿大多倫多，但在2014年俄烏戰爭發生的最初衝突中，他身在烏克蘭任職記者。在那裡，他為各國傳媒機構自由撰稿，尤其關注頓巴斯分離主義衝突中孤兒和寡婦面對的困境。

## 模因
模因本身描繪了一個風格化的聖母瑪利亞（一些消息來源誤稱以抹大拉的馬利亞或以基輔的奧爾加為原型），抱著一支FGM-148标枪导弹。正如宣傳活動中所描繪的，聖母瑪利亞以傳統的東正教聖像畫風格呈現。在標準的聖母瑪利亞繪畫，瑪利亞經常（但並非總是）被描繪成抱著聖嬰，但在這模因下，她反而抱著反坦克武器。模因的幽默性質是來自將穿著傳統西元1世紀服裝和風格的聖人與摧毀俄羅斯坦克的現代反坦克武器兩種截然不同之概念並置。模因所描繪的武器標槍飛彈已被美國大量捐贈烏克蘭，並積極用於對抗俄羅斯裝甲戰鬥車輛。此武器通常被稱為「標槍」。在最近發佈的藝術作品中，瑪利亞和其他傳統人物都以類似的風格被描繪出來，其持有與宗教人物的傳統表現形成對比的現代物品，包括運動鞋等。
模因中瑪利亞穿著的長袍與傳統顏色不同，她的長袍是深綠色，類似軍裝，而她的光環在早期版本中是紅色，後來改為藍色和黃色，以代表烏克蘭。該模因已被主流接受，並成為烏克蘭抵抗運動的公認象徵。
該模因由受雇於鮑里斯的烏克蘭利沃夫平面設計師葉甫蓋尼·沙拉肖夫（Євген Шалашов）改編自美國藝術家克里斯·蕭爾2012年已廣為流傳的一幅畫，這幅畫原本瑪利亞是抱著鍍金AK-47。蕭爾本人驚訝地發現，在2022年2月，他「一覺醒來發現一張『聖標槍』的圖片成為模因並在互聯網上傳播開來」，這是他2012年的畫作《卡拉什尼科夫聖母像》的數位藝術改造。蕭爾指出，改動是在未經他許可的情況下進行的，但也表示這是用於慈善事業，因此對成果表示積極。

## 推廣
這項推廣活動最初規模不大，鮑里斯認為這是一種簡單幽默渠道來銷售貼紙，他希望能賣出50張左右的貼紙，從而能够獲得500美元的小額捐款。俄羅斯軍隊入侵後，世界的注意力轉向了這場衝突，他很快在短時間內籌集了4萬美元。而模因越來越受歡迎，鮑里斯擴大了推廣範圍，直至2022年3月籌集了110萬美元。
鮑里斯表示，該推廣活動包括從手袋到運動衫、旗幟和貼紙等所有物品印上該模因出售，該活動產生了「壓倒性」的反響，每天都有成千上萬的訂單，銷售所得都直接捐給幫助烏克蘭的慈善機構。此外，該推廣還出售其他「聖人」模因變體，祂們持有各種武器，包括一名揮舞著德國反坦克武器的德國聖人「聖鐵拳」 ，揮舞著英國反坦克武器的聖母瑪利亞「聖NLAW」。該模因與其他親烏克蘭抵抗模因，包括「俄羅斯軍艦，去你媽的」和「基輔幽靈」在互聯網上廣為流行。
截至2022年3月，鮑里斯計劃將「聖標槍」活動變成一項全職工作，並希望聘請長期工作人員，以便在當前衝突結束後的幾十年內繼續支持烏克蘭的重建工作。